# Dmýtrivka (Nizhyn)
Dmýtrivka (ucraniano: Дми́трівка) es un sélyshche de Ucrania perteneciente al raión de Nizhyn de la óblast de Chernígov.
En 2022, la localidad tenía una población de 2090 habitantes. Es sede de un municipio que incluye como pedanías 14 localidades rurales, con una población municipal total de unos cinco mil habitantes. El municipio fue creado en 2020 mediante la fusión del ayuntamiento urbano de Dmýtrivka (que incluía como pedanía a Shchucha Hreblia) con los vecinos consejos rurales de Háivoron (con las pedanías Vosme Béreznia, Nechayiv, Zalisia y Shevchénkove), Holinka, Kropyvné y Rúbanka (con las pedanías Zábolotia, Kovalové, Nové, Smolove y Teréshyja). Esta área pertenecía hasta 2020 al raión de Bájmach.
Se ubica junto al límite con la óblast de Sumy, unos 25 km al sur de Bájmach.

## Historia
Se cree que se asienta en el entorno donde se ubicaba la fortaleza de Dymytrov (Град Димитров), mencionada por primera vez en 1183 en el códice de Hipacio. La actual localidad se conoce en documentos desde 1647. En la rebelión de Jmelnitski pasó a formar parte de la sotnia de Krasni Koliadyn del regimiento cosaco de Pryluky. La localidad quedó casi destruida en la guerra ruso-polaca, pero posteriormente fue reconstruida con nuevos pobladores. En la segunda mitad del siglo XIX se abrió aquí una estación del ferrocarril de Liepāja a Romný, que hizo que el pueblo duplicara su población, de mil a dos mil habitantes, en muy pocos años.
La RSS de Ucrania estableció aquí en 1923 la sede de un raión, y a partir de 1929 desarrolló aquí un koljós sobre las dos granjas principales que había en el pueblo, cuyos propietarios fueron expulsados a Siberia. En 1958, cuando tenía casi cinco mil habitantes, adoptó el estatus de asentamiento de tipo urbano. Sin embargo, en 1962 perdió el estatus de capital distrital, al integrarse en el raión de Bájmach. Desde entonces se encuentra en una situación de declive demográfico.